# آتلانتیک بیچ (فلوریدا)
آتلانتیک بیچ (به انگلیسی: Atlantic Beach) شهری در شهرستان دووال ایالت فلوریدا است که در سال ۱۹۲۶ بنیان‌گذاری شده‌است. این شهر طبق سرشماری سال ۲۰۱۰ میلادی، ۱۲٬۶۵۵ نفر جمعیت داشته و مساحت آن نیز ۳۳٫۷ کیلومتر مربع است.